# خالد العجيرب
خالد العجيرب  (16 فبراير 1971 -)، ممثل كوميدي كويتي، كان يهوى الفن منذ صغره ودرس في المعهد العالي للفنون الموسيقية، وعندما أراد أن يصبح ممثلا وأثناء عمله في إحدى الوزارات التقى بأحد الفنانين وطلب منه الانتساب للمجال الفني، وبالفعل قام الفنان بمساعدته ودخل الفن عبر الأدوار الصغيرة، ثم بدأ بأخذ الأدوار ذات مساحة كبيرة بعد اشتراكه في الأعمال التي قامت شركة سكوب سنتر بإنتاجها فترة 2005 / 2006 كمسلسلي عديل الروح والإمبراطورة.

## أعماله

### من المسلسلات
- 2022: مشراق.[2]
- 2022:حريم طارق
- |2022:عاشر صفحة
- زواج إلا ربع
- بناية هب الريح
- أحلام نيران.
- بوقلبين.
- الناس أجناس.
- سابع جار.
- بيت الوالد.
- زمان الإسكافي.
- ديوان السبيل.
- سوق المقاصيص.
- الخطر معهم - الجزء الثالث.
- طبق الأصل - برنامج كوميدي.
- عديل الروح.
- تاكسي تحت الطلب.
- الإمبراطورة.
- بيت من ورق.
- عيني عينك - برنامج كوميدي من 5 مواسم.
- عقاب - الجزء الثاني.
- دندرمة.
- العقيد شمه.
- الهدامة.
- مسك وعنبر.
- جني وعطبة.
- موزة ولوزة.
- صيدة سوالف .
- هايبر لوب
- إلعب غيرها.
- زمن مريان.
- بنات سكر نبات.
- مضارب بني قرقاص.
- سوق الحريم.
- عطر الجنة.
- خالي وصل.
- امينة حاف.

### البرامج
- سوالف - قناة فنون.

### من المسرحيات
- اللي يدري يدري.
- صح لسانك.
- ما يصح إلا الصحيح.
- سوبر صطار.
- قدها ونص.
- واحد+واحد.
- نيولوك.
- قرقيعان.
- شملان في لبنان.
- بخيت وبخيتة.
- زنقة زنقة - عرضت الإمارات.
- مواطن بالمقلوب - عرضت في قطر.
- هاي فايف.
- تحت الصفر.
- مطلوب.
- قلب للبيع.
- هلا بالخميس.
- بيت بو سند.
- فرحان نسيب زعلان.

### الأفلام
- 2004 - شباب كول.
- 2015 - التجارة شطارة.
- 2017 - خميس وجمعة.
- 2018 - طربال رايح جاي.
- 2019 - اطلع من مزاجي.
- 2021-غيبوبة

## روابط خارجية
- خالد العجيرب على موقع قاعدة بيانات الأفلام العربية